# Chitarrista

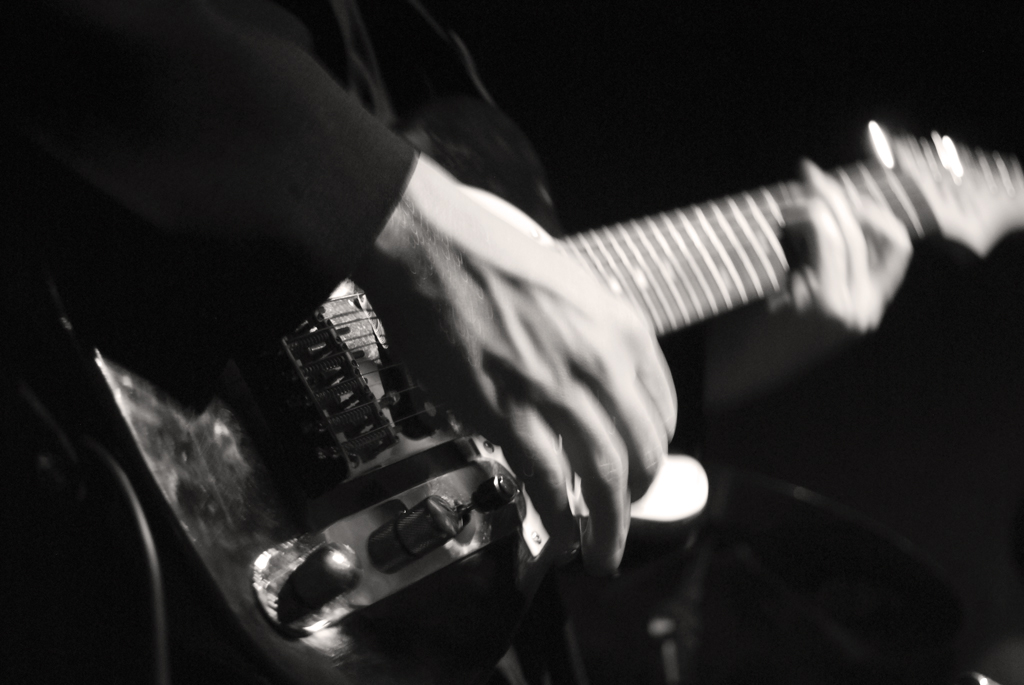
Un chitarrista con una chitarra elettrica

Il chitarrista è un musicista suonatore di chitarra.

## Caratteristiche
Un chitarrista può far suonare le corde della chitarra con le unghie, con la punta delle dita o con un plettro,  soprattutto se si tratta della chitarra elettrica. In un gruppo può figurare sia come accompagnatore che come solista. Un cantante può accompagnare con lo strumento la propria voce. È abbastanza comune nella musica folk che il chitarrista utilizzi contemporaneamente anche l'armonica a bocca. Un altro strumento a volte utilizzato dal chitarrista assieme alla chitarra è il kazoo, come nel caso di Edoardo Bennato o di Blind Willie McTell.

## Storia

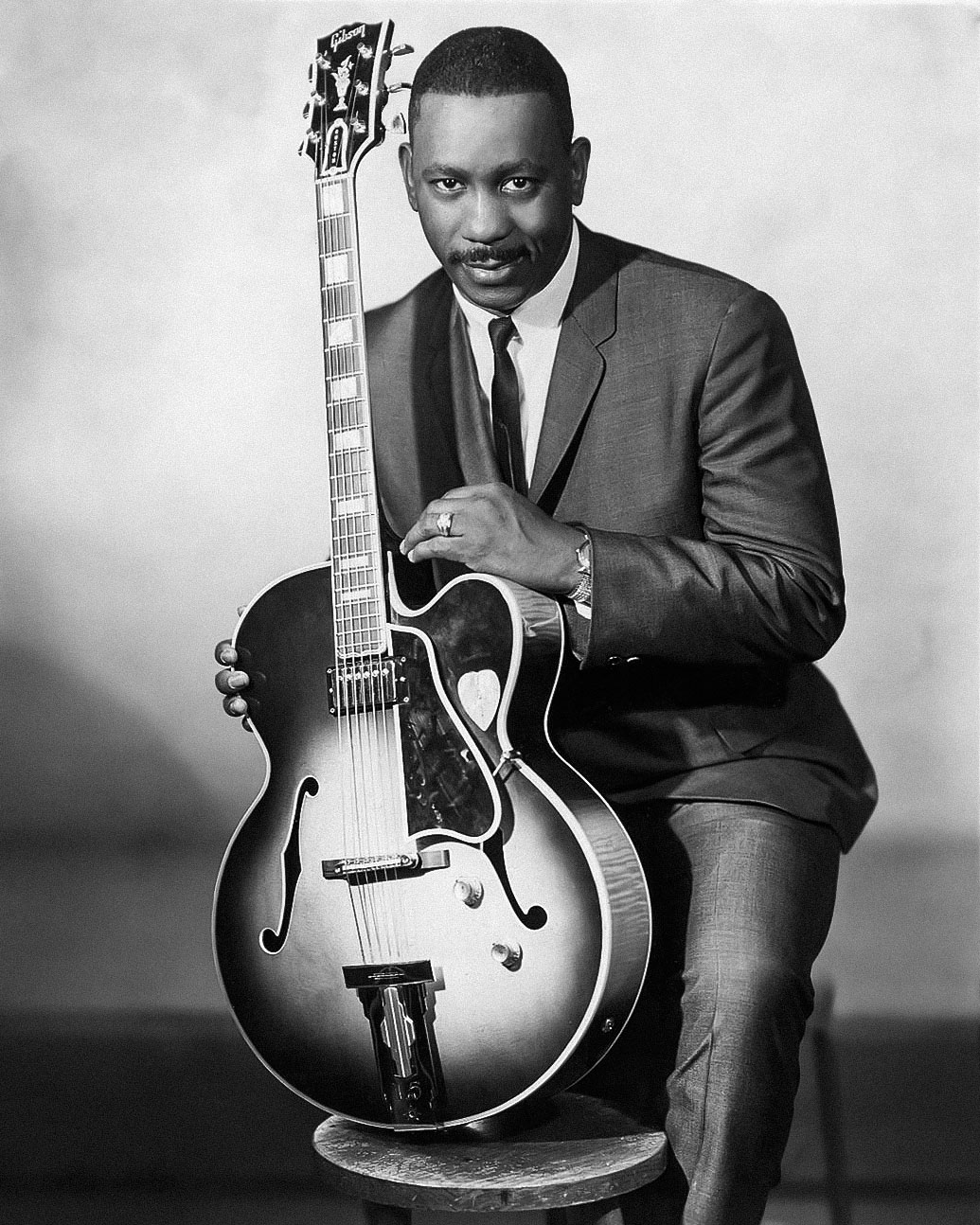
Wes Montgomery a metà degli anni '60 in una foto pubblicitaria della Verve con la Gibson L-5

Nel XX secolo il chitarrista diventa un elemento chiave della nascente musica jazz. Figure significative da questo punto di vista sono Eddie Lang, Barney Kessel, Wes Montgomery, Jim Hall, Les Paul, Charlie Christian. A partire dagli anni cinquanta, con l'avvento della musica pop e rock, la figura del chitarrista acquisisce ulteriore importanza, anche grazie a musicisti come Chuck Berry, Buddy Holly, Johnny Cash, Scotty Moore (senza dimenticare la sezione di chitarre di Bill Haley), che nelle loro esibizioni davano alla chitarra spesso un ruolo di primo piano.
Con il successo planetario di gruppi come Beatles e Rolling Stones, il chitarrista diventa sempre più un elemento chiave nel gruppo, spesso di importanza e fama seconde solo al cantante.  Musicisti come Jimi Hendrix e Jeff Beck contribuiscono in maniera considerevole all'evoluzione tecnica e iconografica dello strumento nella musica rock e pop.
Parallelamente, il Novecento vede anche uno sviluppo maggiore della chitarra nella musica classica, grazie alle trascrizioni di chitarristi come Andrés Segovia, Paco De Lucia, Vicente Amigo e già nel secolo XIX con Filippo Gragnani.
Dagli anni sessanta e settanta, con la nascita di nuovi generi musicali come il jazz rock, l'hard rock, il progressive rock e l'heavy metal, la tecnica chitarristica raggiunge nuove vette: tra i tanti strumentisti e compositori si possono citare Jimmy Page, Ritchie Blackmore, Pat Metheny, Bill Frisell, Eddie Van Halen, Randy Rhoads, Stevie Ray Vaughan, BB King, Eric Clapton. Dagli anni settanta un percorso stilistico fra jazz, funk, soul, r&b è stato intrapreso da George Benson.  
Diverse riviste musicali specializzate, nel corso degli anni, hanno stilato classifiche riguardanti i migliori chitarristi di tutti i tempi: molto nota e a volte criticata è stata la classifica redatta da Rolling Stone,  circoscritta peraltro ai soli chitarristi rock.

## Il chitarrista nell'arte

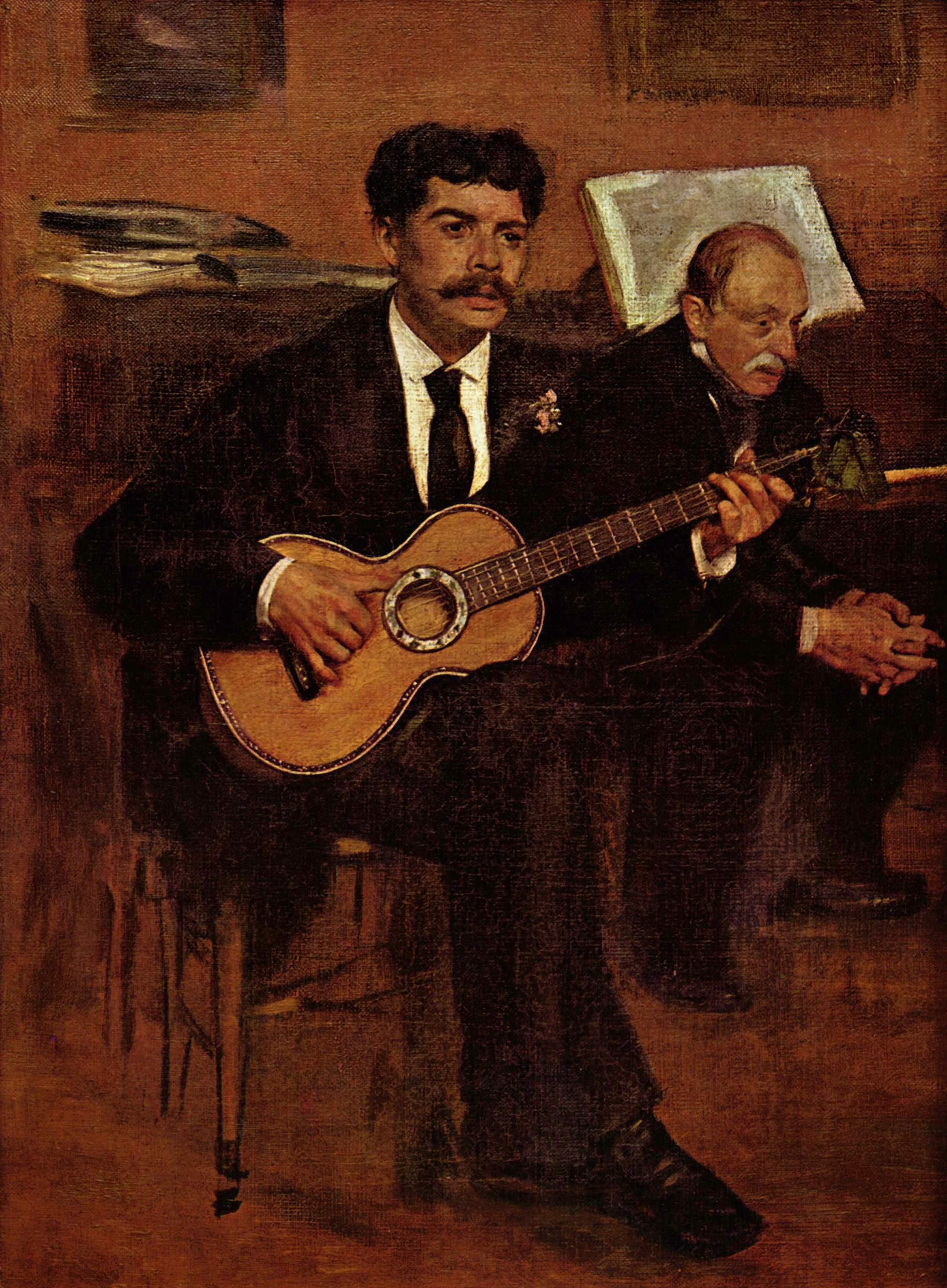
Lorenzo Pagans e Auguste de Gas. (Edgar Degas, 1871 circa)

Il chitarrista è stato soggetto di diverse opere d'arte. Un esempio famoso è il dipinto di Edgar Degas che raffigura l'anziano padre dell'artista, Auguste de Gas, e il chitarrista Lorenzo Pagans.